# Morti nel 1945/Ottobre
| Questa pagina contiene informazioni ricavate automaticamente dalle voci biografiche con l'ausilio del template Bio e di un bot. L'aggiornamento è periodico e automatico e ricostruisce completamente la pagina. Se manca una persona in questa lista, sei pregato di non aggiungerla, ma accertati piuttosto che la sua voce biografica contenga il template Bio e che i dati anagrafici siano correttamente compilati. Se il template Bio manca, inseriscilo tu stesso o, in alternativa, metti l'avviso {{tmp\|Bio}} che ne segnala la mancanza. Se i dati riportati sono sbagliati, correggi direttamente la voce biografica; le modifiche saranno visibili in questa lista entro pochi giorni. Per chiarimenti vedi il progetto biografie. La lista contiene solo le 68 persone che sono citate nell'enciclopedia e per le quali è stato implementato correttamente il template Bio. Pagina aggiornata al 26 feb 2025. |

- 1º ottobre - Walter Bradford Cannon, fisiologo statunitense (n. 1871)
- 1º ottobre - Jules Deleval, ginnasta francese (n. 1873)
- 2 ottobre - Timothy Joseph Crowley, vescovo cattolico irlandese (n. 1880)
- 2 ottobre - Seisetsu Genjo, monaco buddista giapponese (n. 1877)
- 2 ottobre - Renato Tartarotti, militare e poliziotto italiano (n. 1916)
- 3 ottobre - Truman Handy Newberry, politico statunitense (n. 1864)
- 3 ottobre - Aldo Sorani, saggista, giornalista e traduttore italiano (n. 1883)
- 4 ottobre - Geraldine Moodie, fotografa canadese (n. 1854)
- 5 ottobre - Gregorio Agnini, politico e imprenditore italiano (n. 1856)
- 6 ottobre - Leonardo Conti, medico e militare svizzero (n. 1900)
- 8 ottobre - Francesco Giovanelli, velista italiano (n. 1871)
- 8 ottobre - Attilio Piccirilli, scultore italiano (n. 1866)
- 8 ottobre - Felix Salten, scrittore ungherese (n. 1869)
- 9 ottobre - Gottlieb Hering, militare e criminale di guerra tedesco (n. 1887)
- 9 ottobre - Vinko Radić, calciatore jugoslavo (n. 1898)
- 10 ottobre - Joseph Darnand, politico e militare francese (n. 1897)
- 10 ottobre - Venny Soldan-Brofeldt, pittrice finlandese (n. 1863)
- 11 ottobre - Jean Hérold-Paquis, politico e giornalista francese (n. 1912)
- 11 ottobre - Viktor Schmieden, chirurgo tedesco (n. 1874)
- 12 ottobre - Domenico Rupolo, architetto italiano (n. 1861)
- 12 ottobre - Frank Synnott, hockeista su ghiaccio statunitense (n. 1891)
- 12 ottobre - Siegfried von Kardorff, politico tedesco (n. 1873)
- 13 ottobre - Tom Bundy, tennista statunitense (n. 1881)
- 13 ottobre - Milton S. Hershey, imprenditore e filantropo statunitense (n. 1857)
- 13 ottobre - Joseph MacRory, cardinale e arcivescovo cattolico britannico (n. 1861)
- 13 ottobre - Lucien Simon, pittore francese (n. 1861)
- 14 ottobre - Otto Hönigschmid, chimico ceco (n. 1878)
- 15 ottobre - Pierre Laval, politico francese (n. 1883)
- 16 ottobre - Vasco Creti, attore italiano (n. 1874)
- 16 ottobre - James V. Monaco, compositore italiano (n. 1885)
- 16 ottobre - Berta Zuckerkandl, scrittrice, traduttrice e critica letteraria austriaca (n. 1864)
- 16 ottobre - Salah al-Din al-Sabbagh, militare iracheno (n. 1889)
- 18 ottobre - Frederick Hovey, tennista statunitense (n. 1868)
- 18 ottobre - Lev L'vovič Tolstoj, scrittore russo (n. 1869)
- 19 ottobre - Plutarco Elías Calles, politico e generale messicano (n. 1877)
- 19 ottobre - Hatcher Hughes, drammaturgo statunitense (n. 1881)
- 19 ottobre - Newell Convers Wyeth, illustratore e pittore statunitense (n. 1882)
- 20 ottobre - Varvara Massalitinova, attrice sovietica (n. 1878)
- 20 ottobre - Sam Wolstenholme, calciatore e allenatore di calcio inglese (n. 1877)
- 21 ottobre - Henry Armetta, attore italiano (n. 1888)
- 22 ottobre - Francesco Daddi, tenore italiano (n. 1864)
- 23 ottobre - Pierre Ceresole, pacifista svizzero (n. 1879)
- 23 ottobre - William Miller, storico inglese (n. 1864)
- 23 ottobre - Oscar Taelman, canottiere belga (n. 1877)
- 23 ottobre - Herbert Yost, attore statunitense (n. 1879)
- 24 ottobre - George Gorringe, generale britannico (n. 1868)
- 24 ottobre - Vidkun Quisling, militare e politico norvegese (n. 1887)
- 25 ottobre - Ermenegildo Agazzi, pittore italiano (n. 1866)
- 25 ottobre - Robert Ley, politico tedesco (n. 1890)
- 25 ottobre - Francesco Rotundi, ammiraglio italiano (n. 1885)
- 26 ottobre - Garrett Fort, scrittore, sceneggiatore e drammaturgo statunitense (n. 1900)
- 26 ottobre - Paul Pelliot, linguista, sinologo e esploratore francese (n. 1878)
- 26 ottobre - Raymond Suvigny, sollevatore francese (n. 1903)
- 27 ottobre - Stamen Grigorov, medico bulgaro (n. 1878)
- 27 ottobre - Antonio Palacios, architetto spagnolo (n. 1874)
- 27 ottobre - Hanns Schwarz, regista tedesco (n. 1888)
- 28 ottobre - Costantino Cavarzerani, generale italiano (n. 1869)
- 28 ottobre - Gilbert Emery, attore e sceneggiatore statunitense (n. 1875)
- 28 ottobre - Federico Patetta, storico e filologo italiano (n. 1867)
- 29 ottobre - Karl Theodor Fahr, patologo tedesco (n. 1877)
- 29 ottobre - Alessandro Milesi, pittore italiano (n. 1856)
- 30 ottobre - Georg Alexander, attore, regista e produttore cinematografico tedesco (n. 1888)
- 30 ottobre - Aubertin Walter Sothern Mallaby, militare britannico (n. 1899)
- 31 ottobre - Oreste Bilancia, attore italiano (n. 1881)
- 31 ottobre - Jimmy Quinn, calciatore scozzese (n. 1878)
- 31 ottobre - Alfred Edward Taylor, filosofo scozzese (n. 1869)
- 31 ottobre - Wincenty Witos, politico polacco (n. 1874)
- 31 ottobre - Ignacio Zuloaga, pittore spagnolo (n. 1870)